# Mongolicosa
Mongolicosa es un género de arañas araneomorfas de la familia Lycosidae. Se encuentra en Mongolia, China y Rusia asiática.

## Lista de especies
Según The World Spider Catalog 12.0:
- Mongolicosa buryatica Marusik, Azarkina & Koponen, 2004
- Mongolicosa glupovi Marusik, Azarkina & Koponen, 2004
- Mongolicosa gobiensis Marusik, Azarkina & Koponen, 2004
- Mongolicosa mongolensis Marusik, Azarkina & Koponen, 2004
- Mongolicosa pseudoferruginea (Schenkel, 1936)
- Mongolicosa songi Marusik, Azarkina & Koponen, 2004